# 越冬支援
越冬支援（えっとうしえん）は、生活困窮者やホームレスに対して行われる、炊き出しや衣類・毛布の配布などの冬季の支援活動である。災害時に住居が損壊を受けるなどした被災者に対して行われる場合もある。

## 日本

### 生活困窮者・ホームレス支援
- 一度路上生活になると、居住地がないことを理由に生活保護などの役所のサービスを受けにくくなる。このため、ホームレスになる前に役所と交渉し、ホームレス化を事前に止めることが必要とされている。
- 具合が悪そうな人を見かけたら、119番通報すると、役所は必要な場合は公費で入院させることができる。

### 災害時の被災者支援
家屋の補修が必要になる。以下は一例である。
- 廃材ですのこを作り、床に敷くことによって、床の水はけをよくする。
- 断熱効果が高い浴室用のマットなどを用いて、壁・窓などを応急的に補修する。
- 浴室用のマットなどで床を応急的に補修する（1人なら何とか歩くことができるくらいになる）。

## イスラム圏
- 全ての物資が不足している。まれに、日本などから送られる中古衣類がバザールで転売されることがあるが、これは日本で普通に着られているような服をイスラム圏で着られるのは裕福な人々であるためにバザールで転売するとより安価なより暖かいより多くの人が着用できる複数の服に置き換えることができるためであり、支援は無駄にはなっていない。
- もしもそのような事態を避けたい場合は、ペシャワール会・国境なき医師団などの実績のある団体に現金で寄付すると、必要なものを必要な人に確実に寄付することができる。